# You Have Been Loved/The Strangest Thing '97
«You Have Been Loved/The Strangest Thing '97» es una canción compuesta por George Michael y David Austin, e interpretada por el cantante británico George Michael, y publicada por Virgin Records en el Reino Unido y por Dreamworks Records en Estados Unidos en 1997.
El sencillo es doble cara y alcanzó el #2 en el Reino Unido, solo por detrás de la canción de Elton John en homenaje a Diana de Gales, Candle in the Wind" '97.

## Sencillo
CD-Maxi Virgin 7243 8 94586 2 6 (EMI)	1997
1. 	«You Have Been Loved»
2. 	«The Strangest Thing '97» (Radio Mix)
3. 	«Father Figure» (Unplugged)
4. 	«Praying For Time» (Unplugged)

## Posicionamiento
| Listas (1997) | Posición |
| ------------- | -------- |
| Países Bajos  | 44       |
| Reino Unido   | 2        |
| Suecia        | 53       |